# Opowieści kanterberyjskie (film)
Opowieści kanterberyjskie (wł. I racconti di Canterbury) – włosko-francuski film fabularny z 1972 roku w reżyserii Piera Paola Pasoliniego. Ostatni z filmów zaliczanych do tzw. trylogii życia tego reżysera, czyli dzieł opartych na erotycznych tekstach z klasyki literatury.
Film jest ekranizacją Opowieści kanterberyjskich Geoffreya Chaucera. Od chwili premiery szokował wizualną dosłownością, brutalnością scen erotycznych i fizjologicznych, za co często zdejmowany był z ekranów.

## Produkcja
Zdjęcia do filmu kręcono w Anglii i we Włoszech. Wśród licznych angielskich lokacji wykorzystanych przez filmowców wymienić można te położone w Londynie (np. Winchester Palace w dzielnicy Southwark, stare schody w Wapping) i Cambridge (Trinity Lane, Great Gate w St John’s College) oraz w hrabstwach: Essex (Coggeshall, St Osyth, Layer Marney), Somerset (Wells wraz z katedrą), East Sussex (opactwo w Battle), Kent (Canterbury wraz z katedrą, młyn Rolvenden Windmill, Romney Marsh), Suffolk (Lavenham) i Gloucestershire (Chipping Campden). Włoska część zdjęć powstała na sycylijskich stokach wulkanu Etna.